# Óraüveg

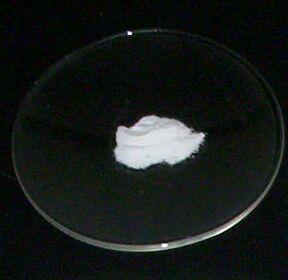
Cézium-fluorid minta egy óraüvegen

Az óraüveg egy konkáv üvegdarab, melynek szélei kör alaprajzúak. Az óraüveget a kémiai laboratóriumban szilárd anyagok kimérésére, vagy kis mennyiségű folyadékok elpárologtatására, valamint lombikok és főzőpoharak lefedésére használják. A lefedéssel megakadályozzuk a tárolóedény tartalmának portól és egyéb anyagoktól történő elszennyeződését és csökkentjük az elpárolgás mértékét is. Mivel nem fedi le tökéletesen a tárolóedényt, ezért a gázok és gőzök áramlását megengedi.
Óraüvegen végrehajtott kristályosítás során az oldószer elpárologtatásával párhuzamosan jobb lehetőség nyílik a kristályosodás megfigyelésére. A megfigyelés jobb, ha az óraüveget olyan színű lapra helyezzük, amely kontrasztot képez.
Az óraüvegek nevüket a régi karórák és fali órák üvegeiről kapták, melyek ezekhez hasonlóak voltak.